# 강아지와 나의 10가지 약속
강아지와 나의 10가지 약속(犬と私の１０の約束, 10 Promises To My Dog)은 일본에서 제작된 모토키 가츠히데 감독의 2008년 드라마 영화이다. 다나카 레나 등이 주연으로 출연하였다.

## 출연

### 주연
- 다나카 레나
- 카세 료

### 조연
- 후쿠다 마유코
- 사이토 쇼타
- 토요카와 에츠시
- 이케와키 치즈루
- 후세 아키라
- 다카시마 레이코
- 사사노 타카시
- 오사와 아카네
- 후지이 미나
- 아키코 아이츠키

## 제작진
- 원작자: 가와구치 하레
- 조명: 도미야마 메이쵸
- 주제가: 보아
- 미술: 니시무라 다카시